# 庐阳区
庐阳区为中國安徽省合肥市下辖的一个市辖区，位于合肥市北部。以合肥老城区为主体，向西北延伸与长丰县、肥西县接壤。区域总面积为139.32平方公里，常住总人口约70万人。作为省会城市的核心区，庐阳区是全省政治、经济、文化、金融中心。区人民政府驻亳州路街道濉溪路295号。

## 历史沿革
1949年1月31日，中共合肥市委成立。2月1日，合肥市人民政府成立。同月，合肥市废除保甲制度，宣布设立三区两直辖镇，庐阳区前身第一区和第二区即设于此时。
1950年4月，华东军政委员会决定人口不足十万城市不设区，原三区和两直辖镇合并而来的第四区遂撤销改设为大东门、车站、西门、北门、南门五个警政一体的派出所。
1951年11月，合肥各区复设，原第一、第二区合并为东市区。
1960年6月，逢大办城市人民公社，东市区更名为南市区，同时成立南市人民公社。
1963年8月，南市区更名为中市区，南市人民公社撤销。
2002年2月，中市区更名为合肥市庐阳区，将合肥市郊区的三十岗乡、杏花村镇、大杨镇划归庐阳区管辖。

## 行政区划
下辖9个街道办事处、1个镇、1个乡：
亳州路街道、双岗街道、杏林街道、海棠街道、杏花村街道、逍遥津街道、三孝口街道、四里河街道、大杨镇、三十岗乡和林店街道。

## 人口民族
根据(安徽省)合肥市第七次全国人口普查公报显示：庐阳区常住人口为697293人，男性占比49.88%，女性占比50.12%，年龄结构中0-14岁占比18.6%，15-59岁占比67.08%，60岁以上占比14.32%，65岁以上占比10.52%。

## 旅游
- 李鸿章故居
- 逍遥津
- 三国新城遗址公园